# Malonjeacris
Malonjeacris is een geslacht van rechtvleugeligen uit de familie veldsprinkhanen (Acrididae). De wetenschappelijke naam van dit geslacht is voor het eerst geldig gepubliceerd in 1995 door Grunshaw.

## Soorten
Het geslacht Malonjeacris  is monotypisch en omvat slechts de volgende soort:
- Malonjeacris jagoi (Grunshaw, 1995)